# Plazmatisztító

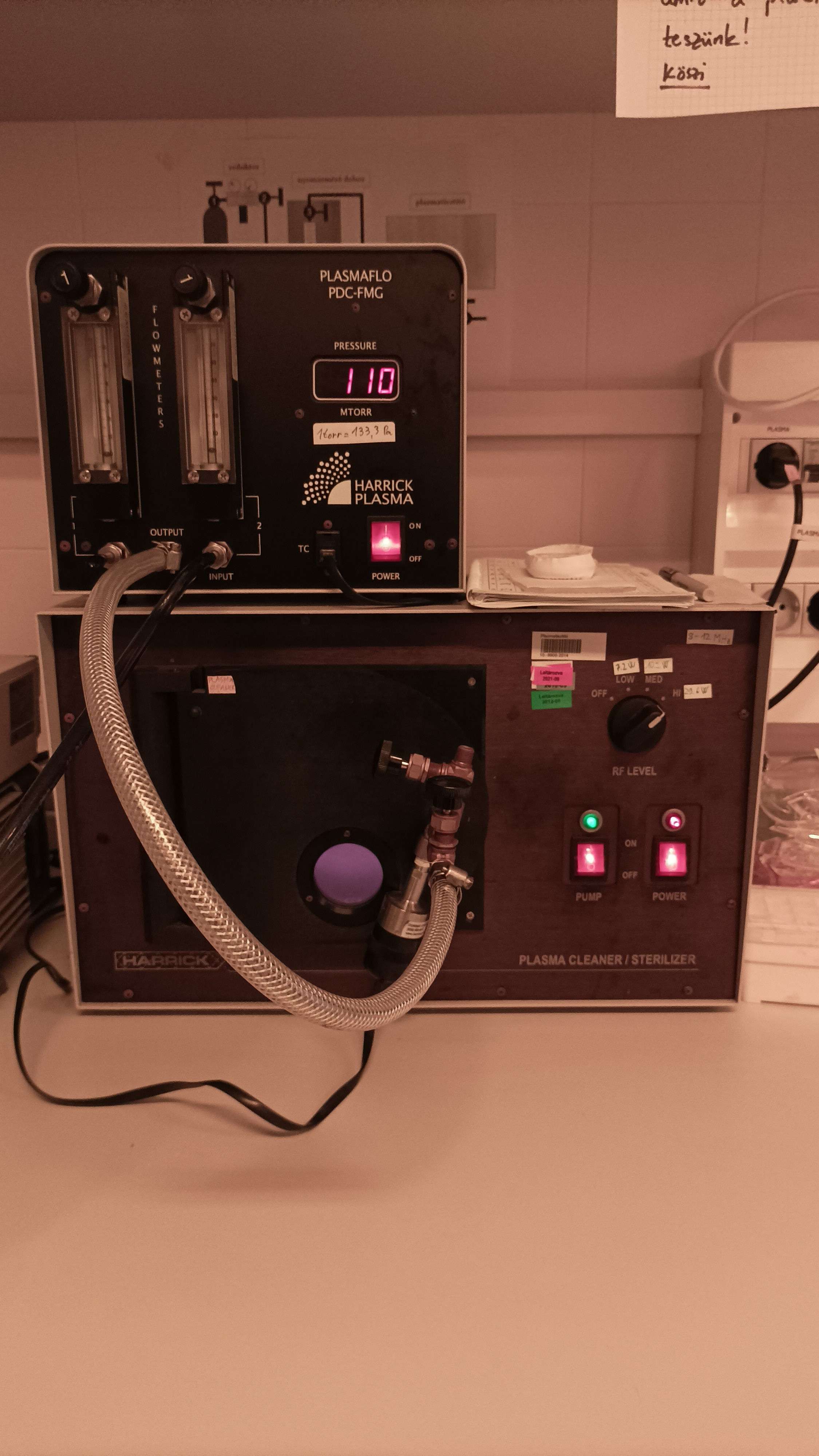
Kereskedelmi forgalomban kapható plazmatisztító. A felső egység bal oldalán a gáz bemenetek (2db) vannak a függőleges áramlásmérőkkel, felettük a beáramlást szabályozó tűszelepekkel. A világos csövön jut belőle a gáz a plazmatisztító bemenetére. Jobb oldalon a digitális kijelzésű nyomásmérő a kamra, jelen esetben, a benne levő lila színű levegőplazma nyomását mutatja. Az alsó egység maga a plazmatisztító, előlapján a kezelőgombokkal és szelepekkel.

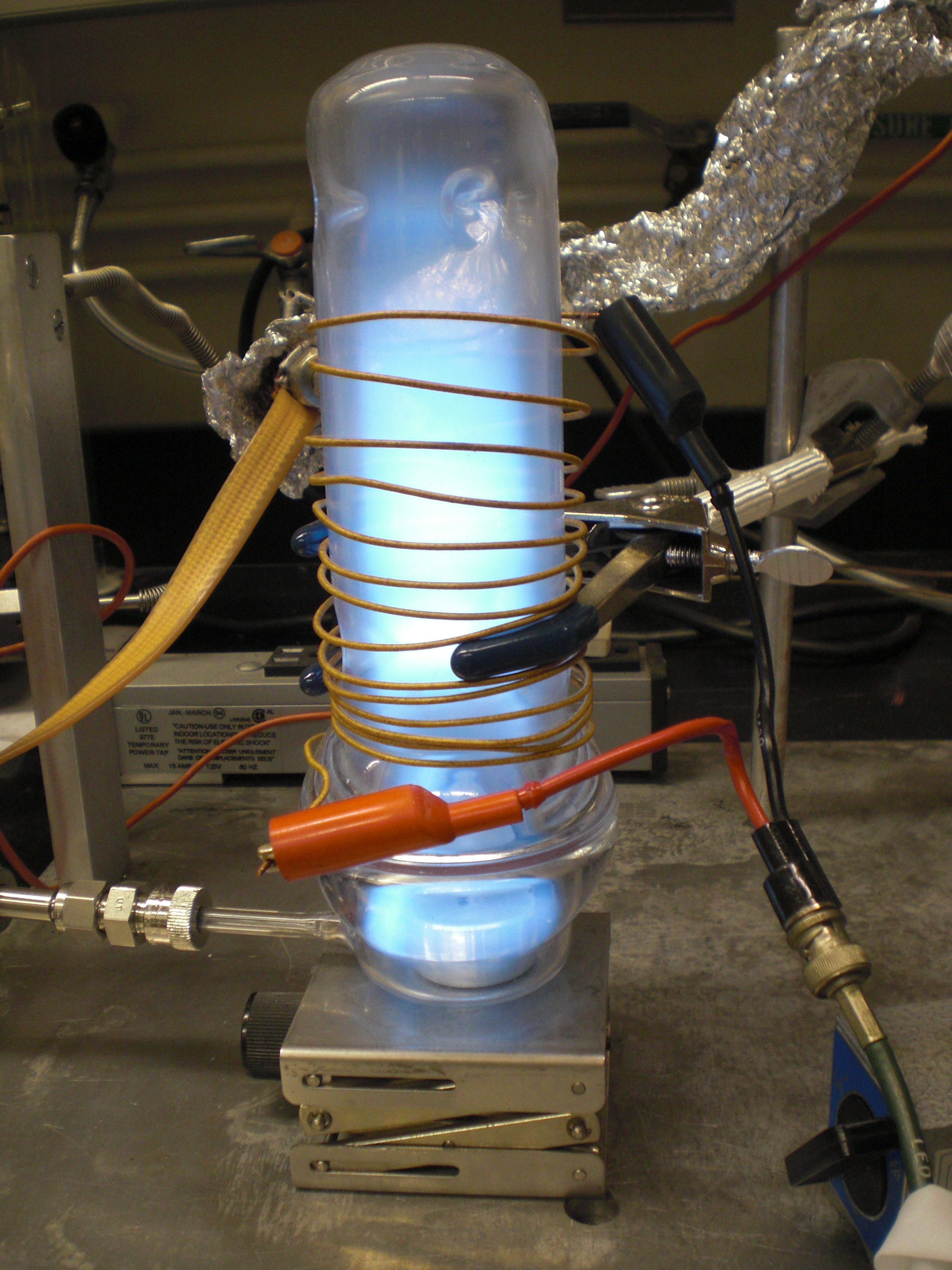
Fényes, kékesfehér oxigénplazmával távolítják el a szénszennyeződéseket MEMS-eszköz felületéről (nyomás:100 mTorr teljesítmény:50 W)

A plazmatisztító használata során a kamrájába helyezett minta felületének szennyeződéseit távolítjuk el gáznemű anyagokból létrehozott plazmával. Ehhez sokféle gázt használnak, példáulargont, oxigént vagy gázkeverékeket, mint például levegőt vagy hidrogén-nitrogén keveréket. A plazmát nagyfrekvenciás elektromágneses tér (jellemzően kHz-től MHz-ig) segítségével állítják elő, ami ionizálja az alacsony (jellemzően 100 Pa) nyomású gázt, bár manapság már légköri nyomású plazmával is dolgoznak. Valószínűleg történelmi okokból, a nyomást sok esetben még mindig Torr-ban (higanymilliméterben) adják meg és mérik, vélhetően a korábban nyomásmérésre elterjedt higanyos manométerek miatt.

## Módszerek
A plazmatisztító zárt kamrájában a gázatomokat váltófeszültségű elektromos térrel gerjesztett állapotba hozzák és ionizálják is. Ahogy az atomok és molekulák „legerjesztődnek” az alapállapotukba, fotont bocsájtanak ki, ezért világít a plazma. A gerjesztett és alapállapot közötti energiakülönbség a keletkező foton energiája, ez határozza meg a fény színét ({\textstyle E=hc/\lambda }, ahol {\displaystyle h} a Planck-állandó, {\displaystyle c} a fénysebesség, {\displaystyle \lambda } pedig a fény hullámhossza, ez határozza meg a benne levő színeket, a plazma spektrumát). A különböző gázok plazmája eltérő színű, mert más-más energiaszintjeik vannak, például az oxigénplazma világoskék, a levegőplazma lilás színnel világít. A plazma aktivált alkotórészei atomok, molekulák, ionok, elektronok, szabad gyökök és fotonok a rövidhullámhosszú ultraibolya (vákuum UV vagy röviden VUV) tartományban. Ez a kémiailag nagyon reakcióképes keverék kölcsönhatásba lép a plazmába helyezett bármely felülettel. Az oxigénplazma hatékony, gazdaságos, környezetbarát módszer a nagy tisztaságú felületek létrehozásához szükséges tisztításhoz. A VUV foton nagy energiája nagyon hatékony a felületi szennyeződések legtöbb szerves kötésének (pl. {\displaystyle {\ce {C-H}}}, {\displaystyle {\ce {C-C}}}, {\displaystyle {\ce {C=C}}}, {\displaystyle {\ce {C-O}}} és {\displaystyle {\ce {C-N}}}) felszakításában, ami segít elbontani a nagy molekulatömegű szennyeződéseket. A második tisztítási módot adják a plazmában keletkező oxigénfajták ({\displaystyle {\ce {O_2^+}}}, {\displaystyle {\ce {O_2^-}}}, {\displaystyle {\ce {O_3}}},{\displaystyle {\ce {O}}}, {\displaystyle {\ce {O^+}}}, {\displaystyle {\ce {O^-}}} és ionizált ózon ({\displaystyle {\ce {O_3}}}), a metastabil gerjesztett oxigén, illetve a szabad elektronok reakciója a szennyeződéssel. Szerves szennyeződésekkel reagálva {\displaystyle {\ce {H_2O}}}-t, {\displaystyle {\ce {CO}}}-t, {\displaystyle {\ce {CO_2}}}-t és kisebb molekulatömegű szénhidrogéneket képeznek. Ezeknek a vegyületeknek viszonylag magas gőznyomásuk van, és a folyamat során kiürülnek a kamrából. A plazmatisztító működése közben ugyanis, a kamra kimenetére kötött vákuumszivattyú folyamatosan működik, a tűszeleppel finoman szabályozható bemenetén pedig a plazmává alakuló gáz(keverék) jut be, szintén folyamatosan. Gyorsan kialakul a be- és kimeneti gázáramlás egyensúlya, a gázplazma nyomása, ami, végeredményben a bemeneti tűszeleppel állítható be. A kezelés után kapott felület rendkívül tiszta. Az 1. ábrán a relatív széntartalom látható a gerjesztett oxigénnel történő tisztítás előtt és után.

1. ábra: Széntartalom a kezelt felület alatti, (angstömben mért) mélység függvényében. rombuszok: mintakezelés előttnégyzetek: 1 másodperces palzmakezelés utánA "base level" mutatja a tisztított anyag eredeti széntartalmát (kb. 17%) A mérési pontokra normális eloszlás függvényt illesztettek (folytonos vonal)

Ha a behelyezett minta könnyen oxidálódó anyagokból, például ezüstből vagy rézből áll, a tisztításhoz inkább nemesgázokat, például argont vagy héliumot használnak. Szintén nemesgázok plazmáját használják vékony bevonatok készítéséhez a katódporlasztókban. Az illeszkedési szög mérésével ellenőrizhető, hogy a szervesanyagok eltávolítása teljes volt-e vagy sem. Szerves szennyeződés jelenléte esetén, a víz illeszkedési szöge nagy. Amikor sikerült eltávolítani a szennyeződést, az illeszkedési szöget a tiszta anyaghoz tartozó értékre csökkenti. Ezenkívül az XPS-t és az AFM-et gyakran használják felülettisztaság és sterilitás ellenőrzésére.
Ha a kezelendő felületet strukturált vezetőréteggel (pl.: fém, esetleg ITO) vonják be, rájuk nézve a plazmával való közvetlen érintkezés roncsoló hatású lehet (a plazma magas hőmérsékletű mikro-ívkisülésekké húzódhat össze). Ilyen esetekben előnyösebb a plazmában metastabil állapotba gerjesztett, semleges atomokkal történő tisztítás alkalmazható. A Cr- és ITO- réteggel bevont üvegminták felületén végzett kezelések hatását a róluk készített felvételek segítségével a 2. ábrán láthatjuk.

2. ábra: 5 μl (mikroliter) térfogatú vízcsepp illeszkedési szöge különböző anyagokkal (króm, illetve ITO) bevont üvegen a kezelés előtt (fent) és után (lent).

## Alkalmazások

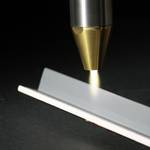
Fémfelület tisztítása atmoszférikus nyomású plazmával

### Tisztítás és sterilizálás
A plazmatisztítás kémiai reakcióval vagy szénhidrogének fizikai ablációjával távolítja el a szerves szennyeződéseket a kezelt felületekről. A plazmatisztítás használható az oldatos kémiai eljárások helyett (mint például a piranha maratás, illetve a krómsav), amelyek veszélyes vegyületeket tartalmaznak.

### Élettudományok
A sejtek életképességét, működését, proliferációját (növekedését, szaporodását) és differenciálódását a mikrokörnyezetükhöz való tapadásuk határozza meg. A gázplazmát gyakran használják vegyszermentes eszközként biológiai szempontból fontos funkciós csoportok (karbonil, karboxil, hidroxil, amin stb.) hozzáadására a kezelt anyagfelület molekuláihoz. Ennek eredményeként a plazmatisztítós kezelés javítja az anyagok biokompatibilitását vagy bioaktivitását, ezért az élettudományokban használják sejttenyésztéshez, szövetnövesztéshez, implantátumokhoz és még sok máshoz. Ezen kívül el is távolítja a kezelt felületről a szennyező fehérjéket és mikrobákat

### Anyagtudomány
A felület nedvesítőképességének szabályozása az anyagtudomány alapvető eszköze a felületi anyag tulajdonságainak javítására magának az a hordozóanyag tulajdonságainak befolyásolása nélkül. Plazmatisztítós kezeléssel poláris funkciós csoportokat lehet rákötni a felületre ami hidrofilebbé teszi (nedvesítőbbé) javítja a tapadást vizes bevonatokkal, ragasztókkal, tintákkal és epoxikkal.

### Mikrofluidika
A mikro- vagy nanoméretű folyadékáramlás egyedi jellemzőit a mikrofluidikai eszközök hasznosítják a legkülönfélébb kutatási alkalmazásokban. Ezen eszközök prototípusának legszélesebb körben használt anyaga a polidimetilsziloxán (PDMS), többek közt mert gyorsan elkészül belőle a mikrofluidikai eszköz és szabályozható anyagtulajdonságai miatt. A plazmatisztítást a PDMS mikrofluidikus chipek üveglemezekkel vagy PDMS-lapokkal való tartós ragasztására használják, hogy vízzáró mikrocsatornákat hozzanak létre. Az oxigénplazmás kezelés hatására ugyanis a PDMS felületén olyan kémiai csoportok jönnek létre, amik erős, kovalens kötéssel kapcsolódnak az üveg molekuláihoz vagy az így kezelt PDMS-en szintén létrejött kémiai csoportokhoz.

### Napelemek
A plazmát a napelemek teljesítményének, hatásfokának javítására is használják

## Fordítás
Ez a szócikk részben vagy egészben  a   Plasma cleaning című angol Wikipédia-szócikk ezen változatának fordításán alapul.  Az eredeti cikk szerkesztőit annak laptörténete sorolja fel. Ez a jelzés csupán a megfogalmazás eredetét és a szerzői jogokat jelzi, nem szolgál a cikkben szereplő információk forrásmegjelöléseként.